# منطقه آزاد تجاری-صنعتی بوشهر
منطقه آزاد بوشهر، ۲۶ هزار و ۱۰۰ هکتار است که شامل روستاهای متعددی است. این مساحت سایت‌های پرورش میگو، منطقه ویژه اقتصادی یک، دو و شهرک صنعتی بوشهر را نیز در بر می‌گیرد. از سوی دیگر جزیره عباسک، جزیره نگین، جزیره شرکت صنایع دریایی ایران (صدرا) و جزیره صدف نیز در منطقه آزاد بوشهر قرار گرفته‌اند. منطقه آزاد بوشهر در بین مناطق آزاد تازه تأسیس بیشترین وسعت را دارد. این منطقه نه تنها دسترسی گسترده به سواحل و دریا دارد، بلکه امکان بهره‌برداری از ظرفیت‌های بین‌المللی نظیر صادرات و ترانزیت کالا را فراهم می‌کند.